# UNITED for Intercultural Action
UNITED (United for Intercultural Action — с англ. — «Вместе за межкультурное взаимодействие») — европейская сеть организаций, выступающих против расизма, фашизма и национализма, осуществляющая поддержку мигрантов и беженцев. Координирует международные кампании, публикует «Календарь интернационализма» (события) и «Европейский справочник против расизма» (организации), проводит международные конференции, издает агитационные материалы и информационные бюллетени. В сети сотрудничают с более 560 организациями из 48 европейскими странами. Организация была основана в 1992 году (официально зарегистрирована как благотворительная организация в соответствии с законодательством Нидерландов в 1993 году) и представляет собой форум для активного проявления солидарности и сотрудничества между многими организациями в Европе и их активистов в регионе.
Организация определяет себя как общеевропейское сообщество для укрепления и объединения общественных организаций и их деятельности, для усиления их социально-политического влияния. Идея о сети UNITED возникла у участников двух антирасистских европейских молодежных семинарах в Страсбурге в 1992 году. В ходе этих мероприятий, на фоне происходивших жестоких ксенофобских беспорядков в Германии в городе Росток-Лихтенхаген с 22 по 24 августа 1992 года, стала очевидна потребность в общеевропейской информационной и сетевой системе.
Деятельность организации в основном направлена на координацию общеевропейских кампаний по работе с общественным мнением, организацию международных конференций и поддержание информационной системы и структуры сети. UNITED координирует следующие ежегодные кампании:
- Европейская неделя против расизма[4][5]
- Международный день беженца
- Международный день против фашизма и антисемитизма[6]

Штаб-квартира находится в Амстердаме. UNITED имеет статус участника при Совете Европы, был уже избранным членом Консультативного совета по молодежи Совета Европы, а с 1997 года имеет специальный консультативный статус при экономическом и социальном Совете ООН (ЭКОСОС).

## Кампании

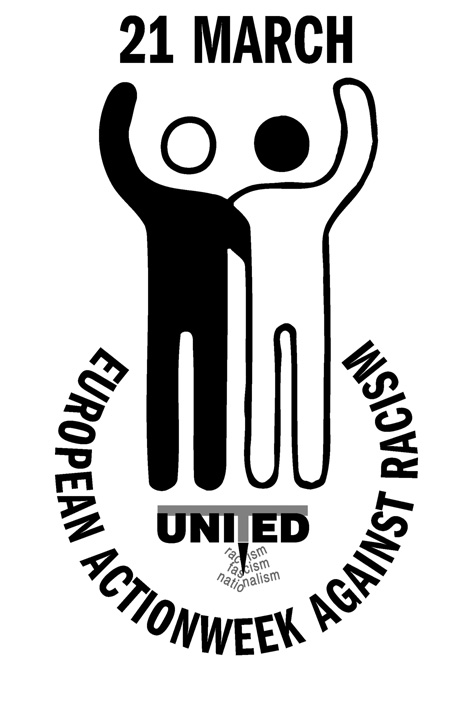
Логотип кампании Неделя против расизма

### Европейская неделя против расизма — 21 марта
В 1966 году Генеральная Ассамблея Организации Объединенных Наций провозгласила 21 марта Международным днем борьбы за ликвидацию всех форм расовой дискриминации, как реакция на убийство 69 протестующих против апартеида в Шарпевиле, Южная Африка, в 1960 году.
Первая общеевропейская неделя против расизма по случаю 21 марта была организована UNITED в 1993 году. С тех пор, UNITED координирует общеевропейскую неделю против расизма ежегодно, с целью привлечения общественного внимания через стимулирование и интеграцию деятельности в рамках общей кампании. UNITED не организует деятельность кампании, однако предоставляет бесплатные инструменты для их проведения и документирует агитационную деятельность. Мероприятия в рамках кампаний проводятся независимыми организациями и группами по всей Европе. UNITED собирает эти мероприятия на интерактивной карте доступной на сайте www.weekagainstracism.eu.
В ряде стран идея ежегодной недели против расизма успешно развивается на основе саморазвивающейся тенденции, а местные НПО начали стимулировать проведение национальных недель такого рода. Начиная с 2001 года, ежегодная международная неделя против расизма (немецкий: Internationale Wochen gegen Rassismus) проводится в Германии — главные организаторы этой кампании — немецкие НПО Interkultureller Rat in Deutschland и Gesicht Zeigen. Semaine d’Actions Contre le Racisme, Montreala NRO, организует панканадскую неделю против расизма с 2000 года. Другие большие группы, которые последовали за идеей и продвигали неделю против расизма в дни около 21 марта, — это Европейская Сеть по Борьбе с Расизмом (ЕСБР) или Футбол Против Расизма в Европе (FARE). Несмотря на то что различные национальные мероприятия развиваются со временем, все они происходят примерно 21 марта и несут соответствующий посыл обществу.

### Международный день беженца — 20 июня

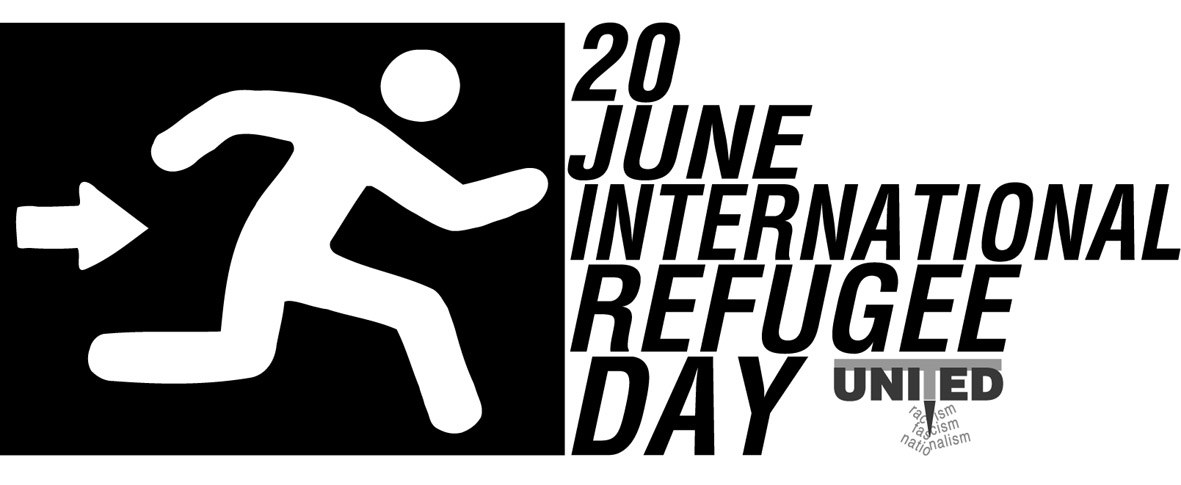
Логотип кампании «Всемирный день беженца»

В 2001 году Генеральной Ассамблеи Организации Объединенных Наций была принята специальная резолюция, имеющая целью объявить бывший Африканский день беженца в Международным днём беженца, выразив тем самым солидарность с Африкой, где находится большая часть беженцев. Генеральная Ассамблея отметила, что 2001 год был отмечен пятидесятилетием Конвенции о статусе беженцев, и что Организация Африканского Единства (ОАЕ) дала согласие на то, чтобы Международный день Беженца совпадал с Африканским днём беженца — 20 июня.
UNITED координирует ежегодную кампанию вокруг этой даты. Эта акция призвана обратить внимание на проблемы беженцев с неправительственной точки зрения. Кампания опирается на результаты продолжающегося информационного проекта Фатальная Реальность Крепости-Европы.

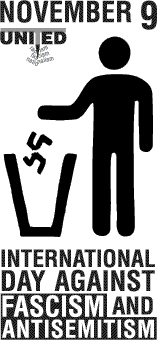
Логотип кампании «Международный день против фашизма и антисемитизма»

### Международный день против фашизма и антисемитизма — 9 ноября
9 ноября 1938 года нацистская Германия начала погром против евреев. Еврейские дома были разграблены, равно как и магазины, города и сёла. Штурмовые отряды и граждане, разрушали здания молотами, улицы были покрыты осколками разбитых окон — отсюда пошло название «Kristallnacht», Хрустальная ночь. 91 еврей был убит, а 30 тысяч еврейских мужчин — это четверть всех мужчин-евреев в Германии, были вывезены в концентрационные лагеря, где их пытали в течение нескольких месяцев. Более тысячи из них умерли. Около 1668 синагог были разграблены и 267 сожжены. Только в Вене, 95 синагог или еврейских церквей были разрушены.
Погром в Хрустальную ночь считается символическим началом систематического уничтожения евреев, которое началось с дискриминации и изгнания немецких евреев с 1933 года и в конечном итоге привело к убийству миллионов евреев и так называемых «врагов немецкого государства»: гомосексуалистов, преступников и «антисоциальных» людей, членов различных религиозных общин, людей с психическими отклонениями, политических «преступников», последователей таких политических течений, как коммунисты и социалисты, Испанских республиканских беженцев, а также меньшинств, таких как цыгане, синти и другие.
Начиная с 1995 года, UNITED координирует ежегодную общеевропейскую кампанию 9 ноября, именуемую Международным днём против фашизма и антисемитизма. Он имеет двойное назначение: одна часть кампании направлена на поддержание памяти о жертвах погрома в хрустальную ночь и вообще жертв Холокоста и фашизма на протяжении всей истории; другая часть ориентирована в основном на современные проблемы расизма, антисемитизма, правого экстремизма и неофашизма. В кампании участвует много разных групп с независимой деятельностью, которые UNITED собирает в интернете на сайте www.dayagainstfascism.eu.

## Фатальная реальность «крепости Европы»
С 1993 года UNITED фиксирует смертельные результаты строительства «крепости Европы», создавая список беженцев и мигрантов, которые погибли при попытке проникнуть в «крепость» или в результате европейской иммиграционной политики. UNITED получает эти сведения из газет, от журналистов, организаций, работающих в сфере проблем беженцев и мигрантов, частных исследователей и государственных организаций. Приведенные цифры можно рассматривать только как свидетельство об истинном числе погибших. Каждый опубликованный UNITED случай документируется в архивах UNITED, и научная часть документации может быть запрошена исследователями и журналистами, чтобы использовать его для своих исследований.
До 2011 года было задокументировано более 15181 смертей. Так называемый «список смертей» играет важную роль в ежегодной кампании UNITED в День беженцев путем организации и используется также в качестве средства продвижения своих идей на политическом уровне. Чтобы оценить масштабы «войны против мигрантов», OWNI — сетевая информационная и новостная платформа — составила интерактивную карту как электронный мемориал этих трагедий. «Список смертей» был также использован в нескольких художественных проектах.

## Публикации
Европейская адресная книга против расизма — это ежегодное издание, которое содержит контактные подробности и специальную информацию о UNITED. Печатная форма издания 2011 года содержит адреса более, чем 2480 организаций и газет, а также 155 финансовых учреждений. Онлайн версия содержит более 4500 адресов.
Календарь интернационализма выпускается несколько раз в год и содержит информацию о мероприятиях и тренингах, относящихся к сфере деятельности UNITED. Также существует еженедельно обновляемая версия календаря.
UNITED регулярно публикует листовки оформленные экспертами и активистами в сфере деятельности организации.

## I CARE — Интернет-Центр против расизма в Европе
I CARE  — Интернет-центр против расизма в Европе — это веб-портал, представляющий дебаты с прямыми отчётами об антирасистской деятельности, в основном в пределах Европы.
I CARE — неформальная сеть европейских НПО, которые работают в таких областях, как противодействие дискриминации, права человека, противодействие антисемитизму, поддержка разнообразия и иммиграции, с акцентом на антирасизм. I CARE является общей сетевой системой НПО, средой, в которой большие и малые организации могут работать над местными, национальными, региональными и международными проблемами.
Цель I CARE заключается в усовершенствовании реализации прав человека и антирасистской работе с распространением информации, а также в информировании о происходящих событиях путем упрощения общения, активности, кампаний и акций, стимулировании межрегионального и международного сотрудничества НПО.
I CARE основана 1 октября 1999 года как проект UNITED и Magenta Foundation. Целью было создать антирасистский портал в интернете. Хотя интернет открывает возможности для сотрудничества с организациями во всем мире, было принято решение ориентироваться на Европу, потому что обе организации работают в основном в европейском контексте и потому, что конкретные аспекты расизма имеют ещё много связей вне мира интернета. В сентябре 2005 года I CARE стал проектом исключительно Magenta Foundation.
I CARE проявляет активность с 2001 года после участия во Всемирной конференции ООН против расизма (ВКПР) в Дурбане, где ей была опубликована критическая оценка конференции, содержащая суждение о том, что «расизму было позволено стать жестоким» и «то, что произошло в Дурбане [в 2000 году] никогда не должно повториться.»; веб-сайт также содержал все обновления по ходу второй Всемирной конференции по борьбе против расизма («Дурбан II»), состоявшейся в 2009 году.
В 2010 году I CARE решил создать новую службу — I CARE Новости о преступлениях на почве ненависти. Этот сервис содержит статьи (только на английском) о происшествиях и преступлениях, причина которых была ненависть, в 56 странах-участницах организации по безопасности и сотрудничеству в Европе (ОБСЕ) и он обновляется почти каждый день по данным из открытых новостных источников. Помимо индивидуального поиска проект использует открытое взаимодействие с целью сбора отчётов об инцидентах. Секретарь I CARE утверждает, что все поступающие материалы рассматриваются, чтобы убедиться, что они соответствуют Всеобщей декларации прав человека. Отчёты об инцидентах должны быть написаны на английском языке и должны содержать источник и, если возможно, ссылку на интернет-ресурс. Для определения понятия «Преступлениях на Почве Ненависти», I CARE использует нынешнее определение, которая была разработана ОБСЕ — Бюро по демократическим институтам и правам человека (БДИПЧ). Служба I CARE Новости о Преступлениях на Почве Ненависти хранит статьи с 1 января 2010 года.

## Архивы UNITED в МИСИ
UNITED сотрудничает с Международным Институтом социальной истории (МИСИ), научно-исследовательским института в Амстердаме. Секретарь UNITED, находящийся также в Амстердаме, начиная с 1992 года, собирал документы о различных европейских антирасистских и антифашистских группах и организациях, поддерживающих мигрантов и беженцев. Архив был передан МИСИ в 1998 году. Он состоит из переписки с соответствующими организациями; вопросники об основании сети и документы о кампаниях; в нём содержится документация около 300 антирасистских и антифашистских групп и организаций, а также документы, относящиеся к конференции, организованной UNITED, корреспонденции, документов, связанных с подготовкой, субсидиями, участниками и их размещением.